# Sakari Kuosmanen
Pour les articles homonymes, voir Kuosmanen.
Sakari Jyrki Kuosmanen (né le 6 septembre 1956 à Helsinki) est un chanteur et acteur finlandais. Il a enregistré plusieurs albums solo et collaboré avec les Sleepy Sleepers (en) et les Leningrad Cowboys.
En 1999, il est apparu dans son propre rôle dans la série finlandaise Aaken ja Sakun kesäkeittiö.

## Filmographie
- 1987 : Helsinki-Napoli (Helsinki Napoli All Night Long) de Mika Kaurismäki.
- 2002 : L'Homme sans passé de Aki Kaurismäki.
- 2023 : Les Feuilles mortes de Aki Kaurismäki.